# Magnus Alkarp
Per Magnus Alkarp, född 31 mars 1959 i Köpings församling, Västmanlands län, är en svensk musiker, författare och arkeolog. Han bor sedan 1980 i Uppsala.
På 1980-talet turnerade han som musiker. Alkarp har också studerat manusskrivande för teater och film samt dramaturgi.Han debuterade som skönlitterär författare 1996 med De gyllene åren på Gedins förlag, och har senare utkommit med romanen Mästaren vid Vägens slut på Wahlström & Widstrand.. 2012 satte Upsala Stadsteater upp hans pjäs 4 dagar i april som handlar om politiska kravaller i Uppsala våren 1943. Alkarp har varit krönikör i bland annat Upsala Nya Tidning  och Uppsala Fria Tidning.
Alkarp kandiderade till kommunfullmäktige i Uppsala för Miljöpartiet i valet 2014.

## Forskning
Alkarp är filosofie doktor i arkeologi och disputerade i november 2009 på en forskningshistorisk och receptionshistorisk studie om Gamla Uppsala. Han är specialiserad på problem rörande det forntida Uppsalas historia och övergångsperioden mellan vikingatiden och medeltiden.
Tillsammans med Neil Price fann Alkarp under undersökningar med icke-destruktiva metoder som georadar spår av en äldre byggnad, förmodligen en kyrka, under Gamla Uppsala kyrka. Med samma metod upptäckte han vad som troligen är resterna av en mycket tidig kyrka under Uppsala domkyrka. Senare har Alkarp fokuserat på frågor rörande svenska humanioras nationalistiska arv och intresserat sig för nazistisk infiltration av svensk arkeologi åren 1933-45.
Alkarp undertecknade 2008 det så kallade Historieuppropet i vilket man kritiserade politisk styrning av historieundervisningen i skolan genom Forum för Levande Historias kampanj kring kommunistiska regimers brott mot mänskligheten.
Alkarps far var jazzmusiker och katolsk kyrkomusiker.